# Couvonges
Couvonges – miejscowość i gmina we Francji, w regionie Grand Est, w departamencie Moza.
Według danych na rok 1990 gminę zamieszkiwało 108 osób, a gęstość zaludnienia wynosiła 24 osób/km² (wśród 2335 gmin Lotaryngii Couvonges plasuje się na 937. miejscu pod względem liczby ludności, natomiast pod względem powierzchni na miejscu 1055.).